# Tratado de Madrid (1670)
O Tratado de Madrid foi um tratado feito entre a Espanha e a Inglaterra onde a Espanha reconhecia as possessões da Inglaterra no Mar do Caribe. A Inglaterra, com este tratado, tomou posse formal da Jamaica e das Ilhas Cayman.